# Iulia Rugină
Iulia Rugină (n. 2 august 1982, București, România) este o regizoare, scenaristă și scenografă română.

## Biografie
Iulia Rugină a studiat regia de film și televiziune între 2002 și 2006, fiind absolventă a Universității de Artă Teatrală și Cinematografică I.L. Caragiale din București. Ulterior, în 2011, a absolvit un masterat în arta regiei de film.

## Filmografie
Iulia Rugină a realizat filme de scurt și de lung metraj.

### Scurt metraje
- 2003 - Pierdut cap păpușă
- 2003 - Lebada nr. 3
- 2006 - Vineri in jur de 11
- 2006 - Bună Cristina! Pa Cristina!
- 2009 - Muzeul relațiilor destrămate
- 2010 - Captivi de Crăciun
- 2010 - O femeie urmărește un bărbat
- 2011 - Raluca +1
- 2012 - Sink
- 2014 - Scurt/4: Istorii de inimă neagră
- 2014 - Să mori de dragoste rănită

### Lung metraje
- 2013 - Love Building
- 2015 - Alt Love Building
- 2016 - Breaking News
- 2022 - Playback (film documentar)

## Premii și Distincții
- Premiul pentru film documentar - Playback în regia Iuliei Rugină acordat în cadrul Premiilor UCIN pentru filmele anului 2023 (Opera Nationala Bucuresti, 28 octombrie 2024)[6]